# Шигали (Буинский район)
 Шигали  — село в Буинском районе Татарстана. Входит в состав Яшевского сельского поселения.

## География
Находится в юго-западной части Татарстана на расстоянии приблизительно 14 км на восток по прямой от районного центра города Буинск у речки Тоша.

## История
Основано во второй половине XVI века. В дореволюционных документах упоминается также как Карланга. В начале XX века работала церковно-приходская школа. В период коллективизации был основан колхоз «Самолет».

## Население
Постоянных жителей насчитывалось: в 1782 году — 231 душа мужского пола; в 1859—453, в 1897—876, в 1908—1020, в 1920—1109, в 1926—784, в 1938—652, в 1949—326, в 1958—317, в 1970—258, в 1979—127, в 1989 — 65. Постоянное население составляло 45 человек (русские 65 %) в 2002 году, 6 в 2010.